# Komanda 33
Komanda 33 (russisk: Команда «33») er en sovjetisk spillefilm fra 1987 af Nikolaj Gusarov.

## Medvirkende
- Jurij Nazarov som Nikitin
- Aleksandr Rakhlenko som Tsvetkov
- Sergej Tezov som Andrej Djomin
- Sergej Sozinov som Viktor Kuprjanovitj Barabanov
- Aleksej Rozjdestvenskij som Igor Yampolskij